# Manila High - Livet i selskab med døden
Manila High - Livet i selskab med døden er en dansk dokumentarfilm fra 2017 instrueret af Anders Palm Olesen og Simone Andrea Gottschau.

## Handling
I Manila er over 7000 menneskeliv prisen for præsident Dutertes krig mod narko, som begyndte i juni 2016. Politiets og dødspatruljernes heksejagter er nådesløse. Officielt er fjenden dubie, chongkee og shabu - stofferne, men i virkeligheden er det slummens fattigste, som nu lever i daglig frygt for at blive slået ihjel.
På en kirkegård i Manilas slum bor og arbejder graveren Bibi. På grund af narkokrigens mange ofre er arbejdsbyrden på kirkegården steget markant, og regeringen har derfor igangsat et byggeri af 300 nye grave.